# کرلاینا (ویرجینیای غربی)
کرلاینا(به انگلیسی: Carolina) شهری در ایالت ویرجینیای غربی کشور ایالات متحده آمریکا است که جمعیت آن در سرشماری سال ۲۰۱۰ میلادی، ۴۱۱ نفر بوده‌است.